# Wollige bundelzwam
De wollige bundelzwam (Pholiota populnea) is een schimmel behorend tot de familie Strophariaceae. Hij komt voor in loofbossen op rijke zandgronden. Regelmatig komt hij voor op het zaagvlak van dode stammen van vooral populier. Bij uitzondering komt hij ook voor op Wilg (Salix) en Appel (Malus). 

## Kenmerken

### Uiterlijke kenmerken
Hoed
De hoed heeft een diameter van 5 tot 20 cm. Bij jonge exemplaren is die bruingelig en kegelvormig. Later wordt de hoed vlak gewelfd met een naar beneden gebogen rand en vaal bruin. Het hoedoppervlak is droog of iets plakkerig met grote vezelige, plat aanliggende schubben. 
Lamellen
De aangehechte lamellen zijn aanvankelijk vrij bleek, maar worden roestbruin naarmate de paddenstoel ouder wordt.
Steel
De steel is korter dan de hoeddiameter. Meestal wordt de hoed er centraal op geplaatst, maar soms ook zijdelings. De steelbasis is gezwollen. Het velum vormt een wittige ring op de steel. Het oppervlak is droog en schubbig, wittig of wat gelig.
Smaak en geur
De zwam heeft een onopvallende geur en de smaak is duidelijk bitter.
Sporenprint
De sporenprint is bruin.

### Microscopische kenmerken
De elliptische of eivormige sporen zijn 7,5-9,5 × 5-6 micrometer groot.

## Verspreiding
De wollige bundelzwam komt wijdverspreid voor. In Europa groeit hij van Zuid-Europa tot Scandinavië en Finland. 
In Nederland komt hij algemeen voor. Hij staat niet op de rode lijst en is niet bedreigd .

## Foto's

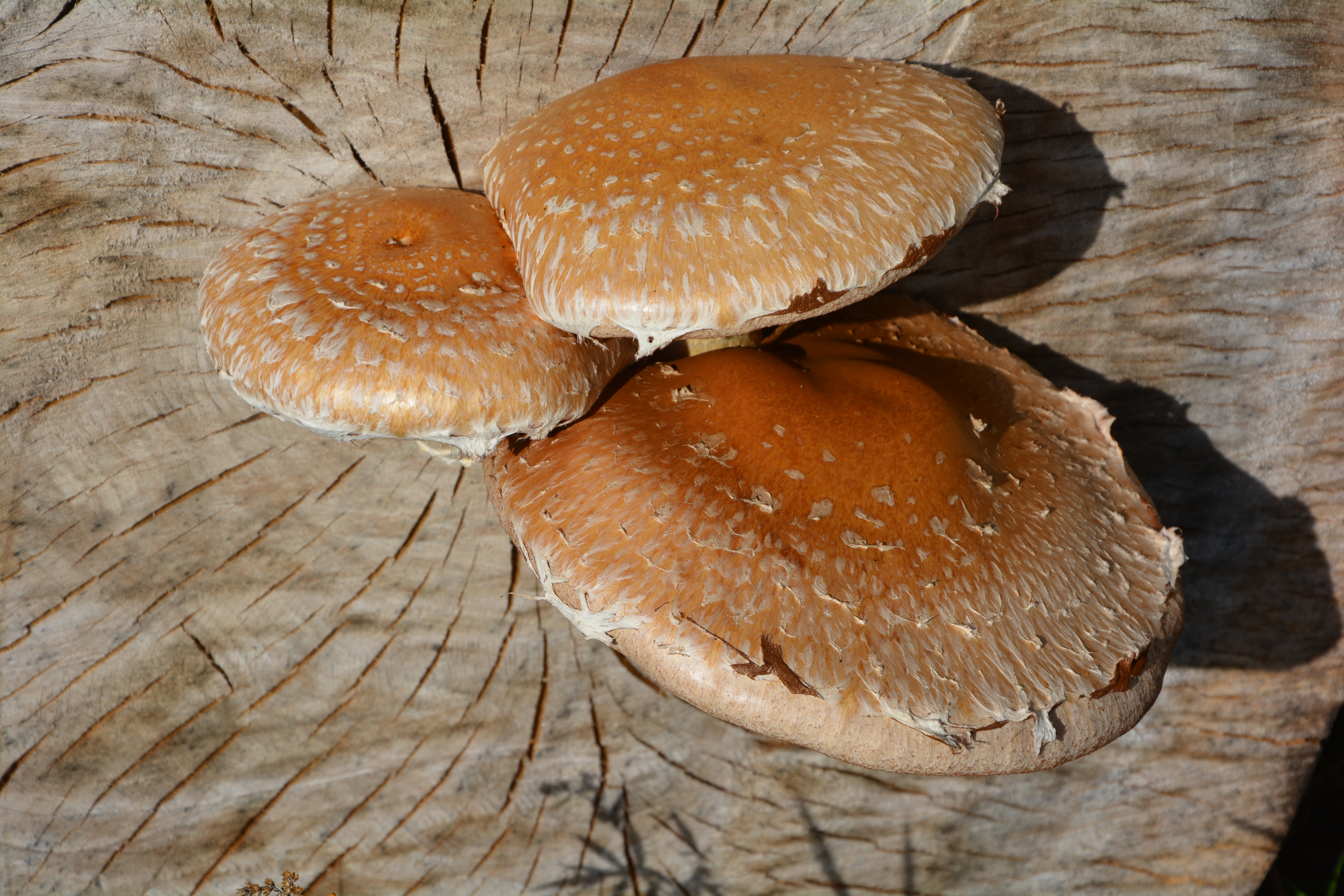
Hoed
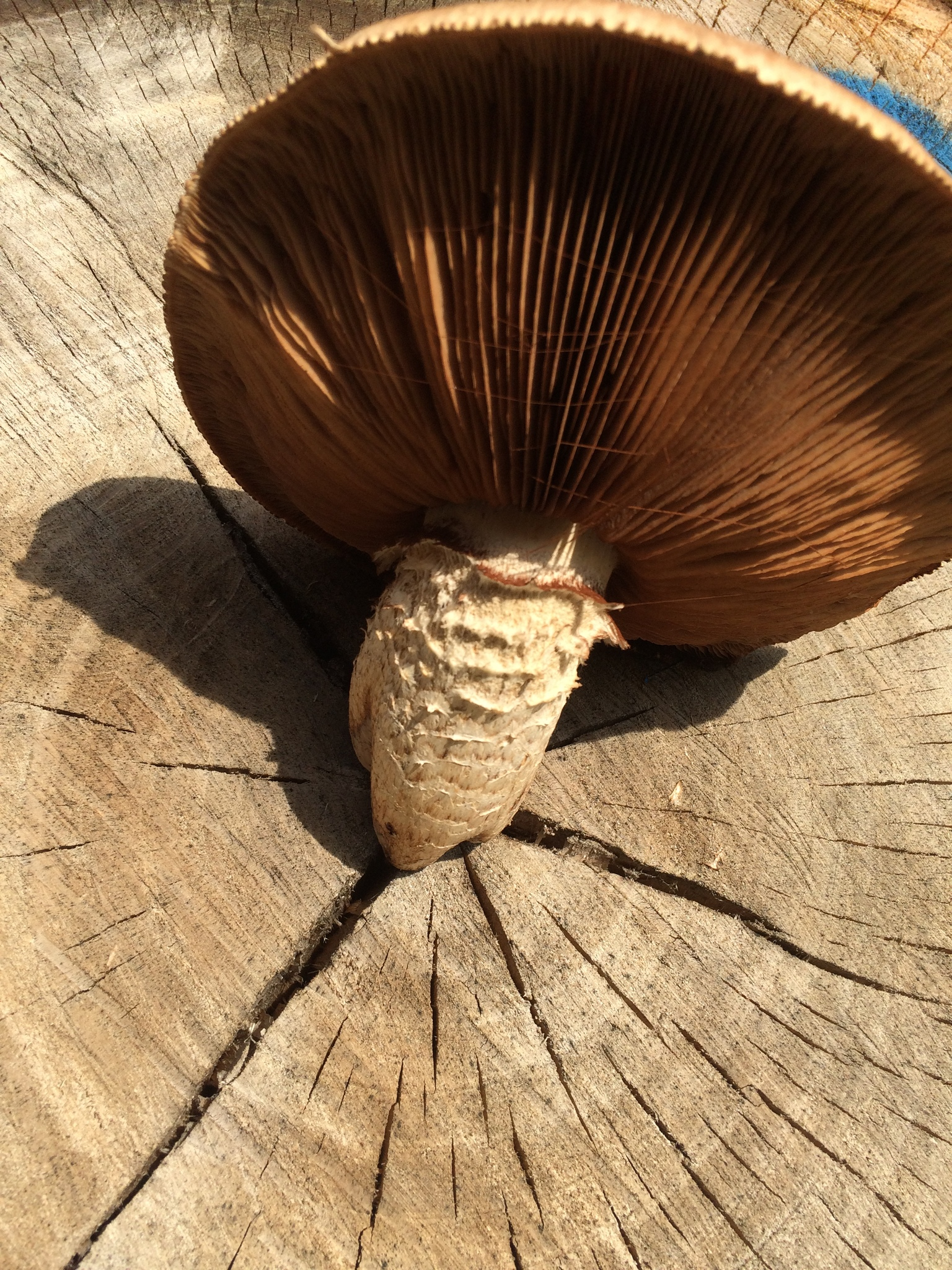
Lamellen
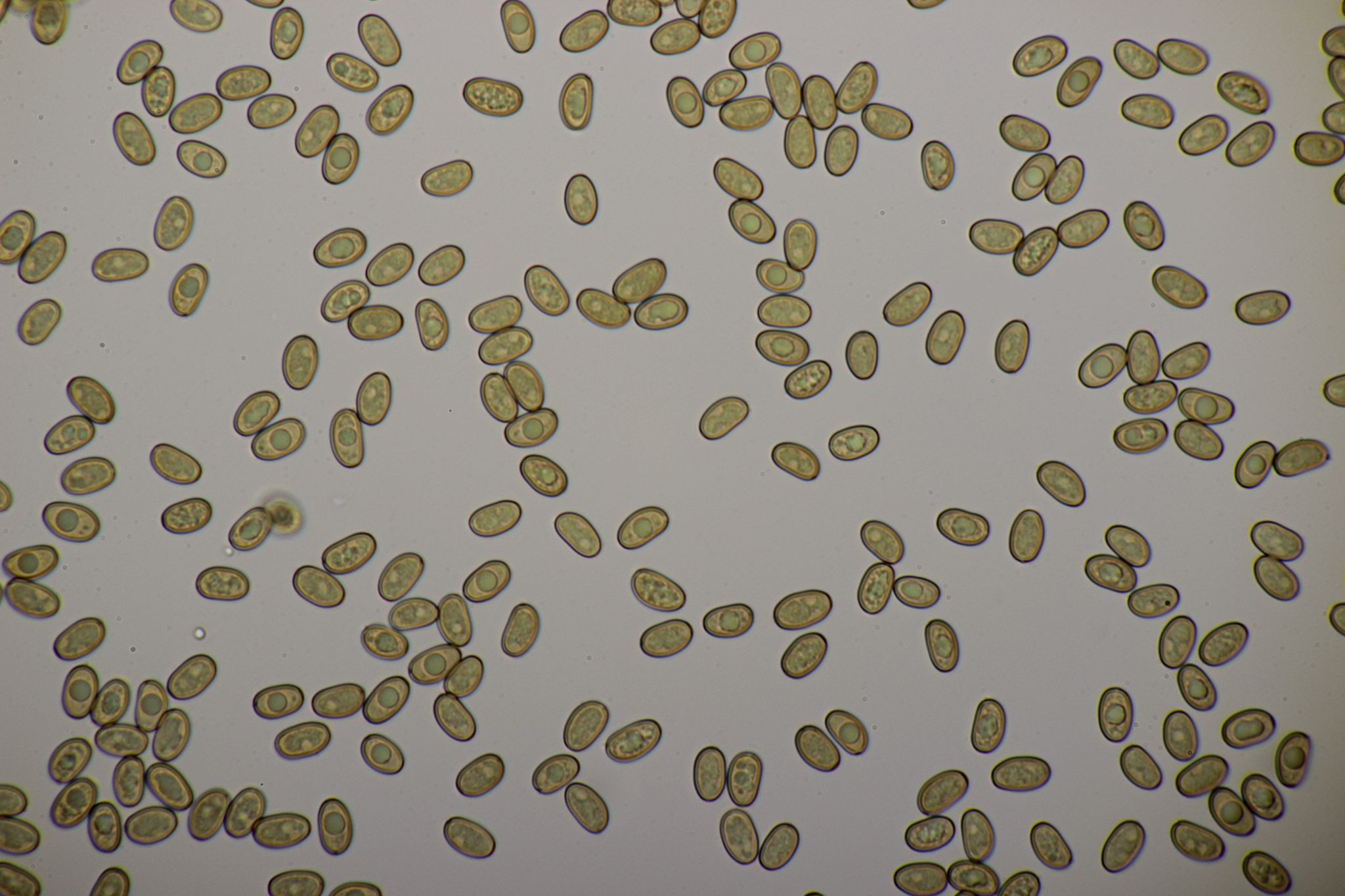
Microscoop opname van sporen